# Dikasterij za laike, družino in življenje
Dikasterij za laike, družino in življenje (latinsko Dicasterium pro Laicis, Familia et Vita), je dikasterij Rimske kurije, de iure ustanovljen z apostolsko konstitucijo papeža Frančiška Praedicate Evangelium, objavljeno 19. marca 2022. Ta je stopila v veljavo 5. junija 2022, na binkošti.

## Zgodovina
Ustanovitev dikasterija je papež Frančišek  napovedal z apostolskim pismom Sedula Mater z dne 15. avgusta 2016, v obliki motuproprija. Nudil naj bi »podporo in pomoč« laikom, družini in življenju, »da bi bili lahko dejavne priče evangelija v našem času in izraz Odrešenikove dobrote«.
V novem dikasteriju  naj bi bile združene pristojnosti in funkcije dveh poprejšnjih organov rimske kurije: Papeškega sveta za družino in Papeškega sveta za laike, ki sta bila ukinjena 1. septembra 2016. Istega dne je bil sprejet Statut bodočega dikasterija za laike, družino in življenje, ki je bil odobren ad experimentum, vendar ima datum 4. junij 2016.

## Organiziranost
Prefekt dikasterija je kardinal Kevin Joseph Farrell (od 15. avgusta 2016), sekretar pa Gleison De Paula Souza. Dikasterij ima tudi podsekretarja za laike in podsekretarja za družino in življenje. Po statutu dikasterija pa imajo oddelki za laike, za družino in za življenje vsak svojega podsekretarja.

## Naloge dikasterija[6]

### Oddelek za laike
Naloga dikasterija je, da spodbuja in pospešuje poklicanost in poslanstvo vernikov laikov v Cerkvi in v svetu, kot posameznikov, poročenih ali ne, pa tudi kot članov združenj, gibanj in skupnosti. Poleg tega spodbuja študije, ki prispevajo k doktrinarnemu poglobljenemu študiju o temah in vprašanjih, ki zadevajo vernike laike.
Pri vernikih laikih spodbuja zavest soodgovornosti po krstu za življenje in poslanstvo Cerkve glede na različne karizme, prejete za skupno vzgojo, s posebnim poudarkom na posebnem poslanstvu laikov. 
V duhu pastoralne konstitucije Gaudium et spes, ki nas vabi, da naredimo svoje »veselje in upanje, žalost in skrbi današnjega človeka«, spodbuja vse pobude, ki zadevajo evangelizacijsko delovanje vernikov laikov v različna področja časovnih realnosti, pri čimer je treba upoštevati pristojnosti, ki jih imajo v teh zadevah drugi organi rimske kurije.
Spodbuja tudi udeležbo vernikov laikov pri katehetskem izobraževanju, liturgičnem in zakramentalnem življenju, misijonarstvu, delih usmiljenja, dobrodelnosti ter človeški in družbeni promociji. Prav tako podpira in spodbuja njihovo dejavno in odgovorno prisotnost v vladnih posvetovalnih telesih, ki so prisotna v Cerkvi na vesoljni in partikularni ravni.
Ocenjuje pobude škofovskih konferenc, ki prosijo Sveti sedež glede na potrebe posameznih Cerkva za ustanovitev novih organov in cerkvenih uradov.
Ustanavlja združenja vernikov in laičnih gibanj, ki imajo mednarodni značaj, in potrjuje ali priznava njihove statute, brez poseganja v pristojnosti Državnega tajništva; obravnava tudi morebitne upravne pritožbe v zvezi z zadevami iz pristojnosti dikasterija.
Kar zadeva posvetne tretje redove in združenja posvečenega življenja, vrši le tisto, kar se nanaša na njihovo apostolsko dejavnost.

### Oddelek za družino
V luči papeževega zgleda pospešuje pastoralo družine, varuje njeno dostojanstvo in dobroto, ki temelji na zakramentu zakona, spodbuja njene pravice in dolžnosti v Cerkvi in v civilni družbi, tako da družinske ustanove lahko vedno bolje opravljajo svoje naloge tako na cerkvenem kot družbenem področju.
Razločuje znamenja časa, da bi ovrednotil priložnosti v korist družine, da bi se z zaupanjem in evangeljsko modrostjo soočila z izzivi, ki jo zadevajo, in da bi uresničevala božji načrt za zakon in družino v današnji družbi in zgodovini.
Sledi delovanju nacionalnih in mednarodnih katoliških ustanov, združenj, gibanj in organizacij, katerih namen je služiti v dobro družine.
Skrbi za poglobljeno preučevanje nauka o družini in njegovo širjenje z ustrezno katehezo; zlasti spodbuja študije o duhovnosti zakona in družine ter njihovih izobraževalnih posledicah.
Ponuja smernice za programe usposabljanja za zaročence, ki se pripravljajo na zakon, in za mlade pare.
Ponuja tudi smernice za pastoralne programe, ki podpirajo družine pri vzgoji mladih v veri ter cerkvenem in civilnem življenju, pri čemer posebno pozornost namenjajo ubogim in marginaliziranim.
Spodbuja odprtost družin za posvojitve in rejništvo otrok ter za oskrbo starejših in je prisotna v civilnih ustanovah, da bi podpirala te prakse.
Ima neposredno povezavo s Papeškim inštitutom Janeza Pavla II. za študije o zakonu in družini, tako s sedežem kot s pridruženimi inštituti, da spodbuja skupno usmeritev študij o zakonu, družini in življenju.

### Oddelek za življenje
Podpira in usklajuje pobude za odgovorno reprodukcijo, kakor tudi za zaščito človeškega življenja od njegovega spočetja do njegovega naravnega konca, ob upoštevanju potreb osebe v različnih evolucijskih fazah.
Pospešuje in spodbuja organizacije in združenja, ki pomagajo ženskam in družinam, da sprejmejo in varujejo dar življenja, zlasti v primeru težke nosečnosti, in da preprečijo uporabo splava. Podpira tudi programe in pobude, namenjene pomoči ženskam, ki so imele splav.
Na podlagi katoliškega moralnega nauka in cerkvenega učiteljstva preučuje in spodbuja usposabljanje o glavnih problemih biomedicine in prava v zvezi s človeškim življenjem ter o ideologijah, ki se razvijajo v samem človeškem življenju in resničnosti človeške rase. 
Z dikasterijem je povezana Papeška akademija za življenje, ki se ukvarja s problemi in temami, ki so predmet obravnave, ter pri tem uporablja svoje strokovno znanje.